# Eneko Jauregi
Eneko Jauregi Escobar (Muxika, 13 luglio 1996) è un calciatore spagnolo, attaccante del Malaga.

## Carriera

### Club
Nativo dei Paesi Baschi, nel 2014 viene acquistato dalla Real Sociedad che lo impiega nella sua squadra filiale. Dopo tre stagioni in Segunda División B con la Real Sociedad B, il 29 gennaio 2018 Jauregi firma con il Cadice. Il giorno successivo viene ceduto in prestito al Córdoba, militante in Segunda División, fino alla fine del campionato.
Nella stagione 2019-2020 vive un'esperienza all'estero, precisamente nel campionato greco con la maglia dell'Asteras Tripolis. Ritorna in Spagna il 2 settembre 2020, firmando con l'UCAM Murcia. Resta a Murcia per metà stagione prima di passare al Lleida Esportiu. Nella stagione 2021-2022 gioca con l'Unión Deportiva San Sebastián de los Reyes. Nel 2022 firma con la Sociedad Deportiva Amorebieta con cui vince il campionato della Primera Federación, ottenendo così la promozione in Segunda División. Nella stagione 2023-2024, l'Amorebieta non riesce a evitare la retrocessione.
Il 18 luglio 2024, Jauregi diventa un calciatore del Racing de Ferrol, continuando così a militare in Segunda División. Anche questo campionato, tuttavia, si conclude con la retrocessione del club galiziano.
Il 14 luglio 2025 passa al Malaga.

## Palmarès

### Competizioni nazionali
- Primera Federación: 1

Amorebieta: 2022-2023 (gruppo 2)